# Mordella flavopunctata
Mordella flavopunctata is een keversoort uit de familie spartelkevers (Mordellidae). De wetenschappelijke naam van de soort is voor het eerst geldig gepubliceerd in 1833 door Castelnau.